# The Rose (théâtre)
Le Rose Theatre est une salle de spectacle construite à Londres en 1587, sous le règne de la reine Élisabeth Ire, par l'impresario Philip Henslowe et un marchand nommé John Cholmley.